# Йованович, Алекса
Алекса Йованович (серб. Алекса Јовановић; 31 августа 1846, Чуприя — 6 мая 1920, Белград) — сербский юрист, судья и политик; занимал посты министра юстиции, министра иностранных дел и премьер-министра Королевства Сербия (1900—1901).

## Биография
Алекса Йованович родился 31 августа 1846 года в сербском городе Чуприя. Окончил начальную гимназию в Неготине, затем учился на юридическом факультете Белградского университета.
По окончании университете служил судебным секретарем в Крагуеваце, Кралево, а также в Министерстве юстиции и Белградском суде. Йованович рано определился с профессией судьи и прошёл все ступени - от муниципальных судов до высших государственных. В период с 1874 по 1878 год он был судьей в Смедерево и Крушеваце, а с 1878 по 1884 год председателем судов в Нише и Белграде. С 1884 по 1890 и 1894 по 1899 год Йованович являлся членом Кассационного суда. 
С 1890 по 1894 год он был главой Министерства юстиции Сербии, а с 1 июня 1899 года стал председателем Апелляционного суда. Живоин Перич отозвался об Йовановиче такими словами: «Он был одним из лучших судей своего времени, как с точки зрения знаний, так и добросовестности и беспристрастности».
Сперва Йованович был вовлечен в политику в качестве члена парламента (1880-1881) и члена Сената (1901 и 1903). В большую же политику он попал неожиданно, в один из частых тогда политических кризисов. Когда сербский король Александр Обренович объявил о своем намерении жениться на Драго Машин, тогдашнее правительство во главе с Владаном Джорджевичем ушло в отставку. Король требовал его замены, но никто из видных политиков не захотел поддержать этот непопулярный шаг, приняв пост премьер-министра. В конце концов, Алекса Йованович принял предложение и 12 июля 1900 года сформировал министерство, которое прозвали «свадебным». Помимо поста премьер-министра, он занимал также пост главы МИД (до 5 февраля 1901 года), а затем пост министра юстиции (до отставки правительства 20 марта 1901 года). 
Важнейшими шагами правительства А. Йовановича были помилование осужденных по делу о покушении на короля Милана (в том числе Николы Пашича и Косты Таушановича), улучшение отношений с Российской империей и запрет на возвращение короля Милана в Сербию из-за его противодействия браку сына.
Йовановичу принадлежит множество юридических работ (в основном в области истории сербского права).
Алекса Йованович умер 6 мая 1920 года в городе Белграде.
Его заслуги перед отечеством были отмечены сербским орденом Белого орла и другими наградами.